# 2009 en architecture
| Années de l'architecture : 2006 - 2007 - 2008 - 2009 - 2010 - 2011 - 2012    |
| Décennies de l'architecture : 1970 - 1980 - 1990 - 2000 - 2010 - 2020 - 2030 |

Cet article présente les faits marquants de l'année 2009 en architecture.

## Réalisations
- À Dubaï, la construction du Princess Tower est prévue d'être achevée et sera la plus haute tour d'habitation du monde, dépassant le 23 Marina de 89 étages.
- Inauguration le 17 janvier de la Salle symphonique de Copenhague, œuvre de Jean Nouvel.
- Fin de la construction de la Pagode Uppatasanti le 10 mars 2009 en Birmanie.

## Événements
- 2 avril : inauguration de la Tour Elithis à Dijon en France, premier bâtiment à énergie positive d'Europe.

## Récompenses
- Prix Pritzker : Peter Zumthor.
- Prix de l'Équerre d'argent : Bernard Desmoulin pour le conservatoire Léo-Delibes à Clichy.
- Prix Stirling : Rogers Stirk Harbour + Partners pour le Maggie's Centre de Londres.

## Décès
- 14 janvier : Jan Kaplický (° 18 avril 1937).
- 23 février : Sverre Fehn (° 14 août 1924).
- 19 juin : Xavier Arsène-Henry  (° 1919).
- 15 juillet : Julius Shulman (° 1910), photographe d'architecture.
- 9 novembre : André Schimmerling (° 1912).
- 8 décembre : Claude Vasconi (° 24 juin 1940).
- 27 décembre : Michel Kagan (° 12 mars 1953).